# Andrea Malabaila
Andrea Malabaila (Torino, 19 maggio 1977) è uno scrittore italiano.

## Biografia
Nasce a Torino nel 1977. Esordisce a 23 anni con il romanzo "Quelli di Goldrake", a cui fa seguito "Bambole cattive a Green Park" pubblicato da Marsilio e vincitore del Premio Desenzano Libro Giovani. Nel 2007 fonda la casa editrice Las Vegas edizioni. È presente nel "Dizionario affettivo della lingua italiana" (Fandango, 2008). Ha pubblicato nove romanzi e una quarantina di racconti. Gli ultimi romanzi sono "La parte sbagliata del paradiso" (Fernandel, 2014), "Green Park Serenade" (Edizioni Pendragon, 2016),  "La vita sessuale delle sirene" (Clown Bianco, 2018), "Lungomare nostalgia" (Edizioni Spartaco, 2023) e "Prendi i tuoi sogni e scappa" (Edizioni Spartaco, 2025).

## Opere

### Romanzi
- Quelli di Goldrake, Di Salvo, Napoli 2000
- Bambole cattive a Green Park, Marsilio, Venezia 2003
- L'amore ci farà a pezzi, Azimut, Roma 2009; Clown Bianco, Ravenna 2021
- Revolver, BookSalad, Anghiari 2013
- La parte sbagliata del paradiso, Fernandel, Ravenna 2014
- Green Park Serenade, Edizioni Pendragon, Bologna 2016
- La vita sessuale delle sirene, Clown Bianco, Ravenna 2018
- Lungomare nostalgia, Spartaco, Santa Maria Capua Vetere 2023
- Prendi i tuoi sogni e scappa, Spartaco, Santa Maria Capua Vetere 2025

### Raccolte
- Chi ha ucciso Bambi, Historica, Cesena 2011
- I ragazzi vanno a Londra, BookTribu, Bologna 2022

### Racconti lunghi
- Torino è un riccio, Historica, Cesena 2012
- Latte chimico, Demian Stagione 1 Episodio 4, Il Foglio, Piombino 2013
- Noi che salvammo il mondo da Ivan Drago, Intermezzi, Ponte a Egola 2016
- Al buio, Intermezzi, Ponte a Egola 2017 (con Carlotta Borasio)
- Tutta la gente sola, Libero Marzetto, Sonnino, 2021

### Curatele
- Viva Las Vegas, Las Vegas edizioni, Torino 2008
- Prendi la DeLorean e scappa, Las Vegas edizioni, Torino 2015